# Södra folkparken

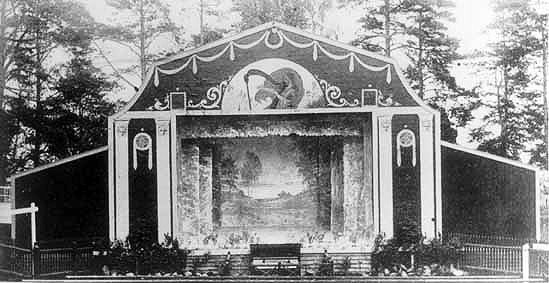
Scenhuset för Södra folkparkens friluftsteater på 1910-talets slut.

Södra folkparken (även Västberga folkpark) var en Folkets park som låg i nuvarande stadsdel Västberga i södra Stockholm. Parken anlades 1915 och eldhärjades svårt 1927. Den försvann helt när området såldes 1944 till Stockholms stad för bostadsbebyggelse. Det bostadsområde som ligger här kallas även Folkparksområdet. Idag påminner Dansbanevägen, Karusellvägen, Tombolavägen, Tivolivägen och Cirkusvägen i Folkparksområdet samt Folkparksvägen i Solberga om den tidigare nöjesparken. 

## Historik

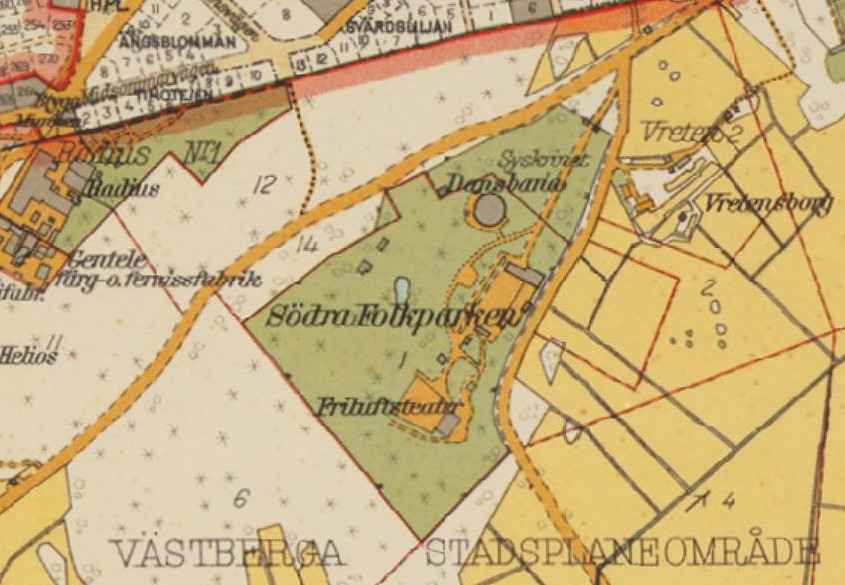
Karta över parkens läge på 1920-talet.

Under den svenska arbetarrörelsens tidiga period byggde arbetarna egna folkparker i hela Sverige. Här kunde politiska möten hållas och här kom arbetarfamiljerna ut i naturen från sina trånga bostäder i staden.
Södra folkparken anlades i ett kuperat, knappt 60 000 kvadratmeter stort skogsparti strax söder om Södertäljevägen i dagens Västberga. Initiativet kom från några medlemmar i Liljeholmens Folkets Hus. Anläggningen bestod av en friluftsteater med 2 000 platser, en rund dansbana, serveringspaviljong med restaurang, en kiosk och ett toaletthus. För ritningarna svarade arkitekt Torsten Stubelius. Folkparken stod färdig 1915 och invigningstalet hölls av Hjalmar Branting. Han återkom 1920 då han höll tal som nybliven statsminister i Sverige. År 1926 utfördes en om- och tillbyggnad för en danssal. 
Parken blev ett populärt utflyktsmål för familjerna i Midsommarkransen och omgivning. Parkens konstnärliga utsmyckning utgjordes av industrimonumentet "Valsverksarbetare" av Gottfrid Larsson (rest 1924) och en staty över Hjalmar Branting av Adolf Jonsson. På Södra folkparkens teater uppträdde bland andra Elvin Ottoson som även var ledare för teatern somrarna 1926 och 1927.
År 1927 drabbades restaurang, dansbanor och möteslokaler av en stor brand och den redan tidigare ekonomiskt tyngda föreningen gick i konkurs. Parken drevs sedan av privatföretaget Nöjesfältet till mitten av 1940-talet. Företaget ägdes av ”nöjesfamiljen” Lindgren som även drev Gröna Lund.
Under första hälften av 1900-talet var Södra folkparken en tillfällig boplats för romer i Sverige.

## Historiska bilder

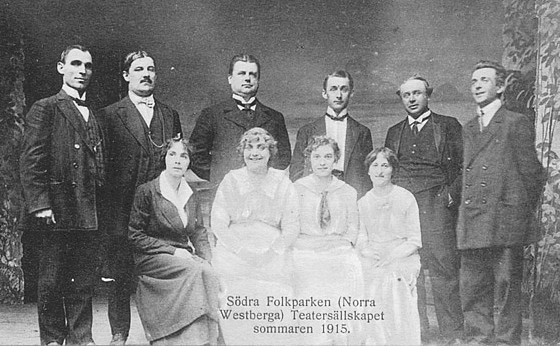
Parkens teatersällskap 1915.
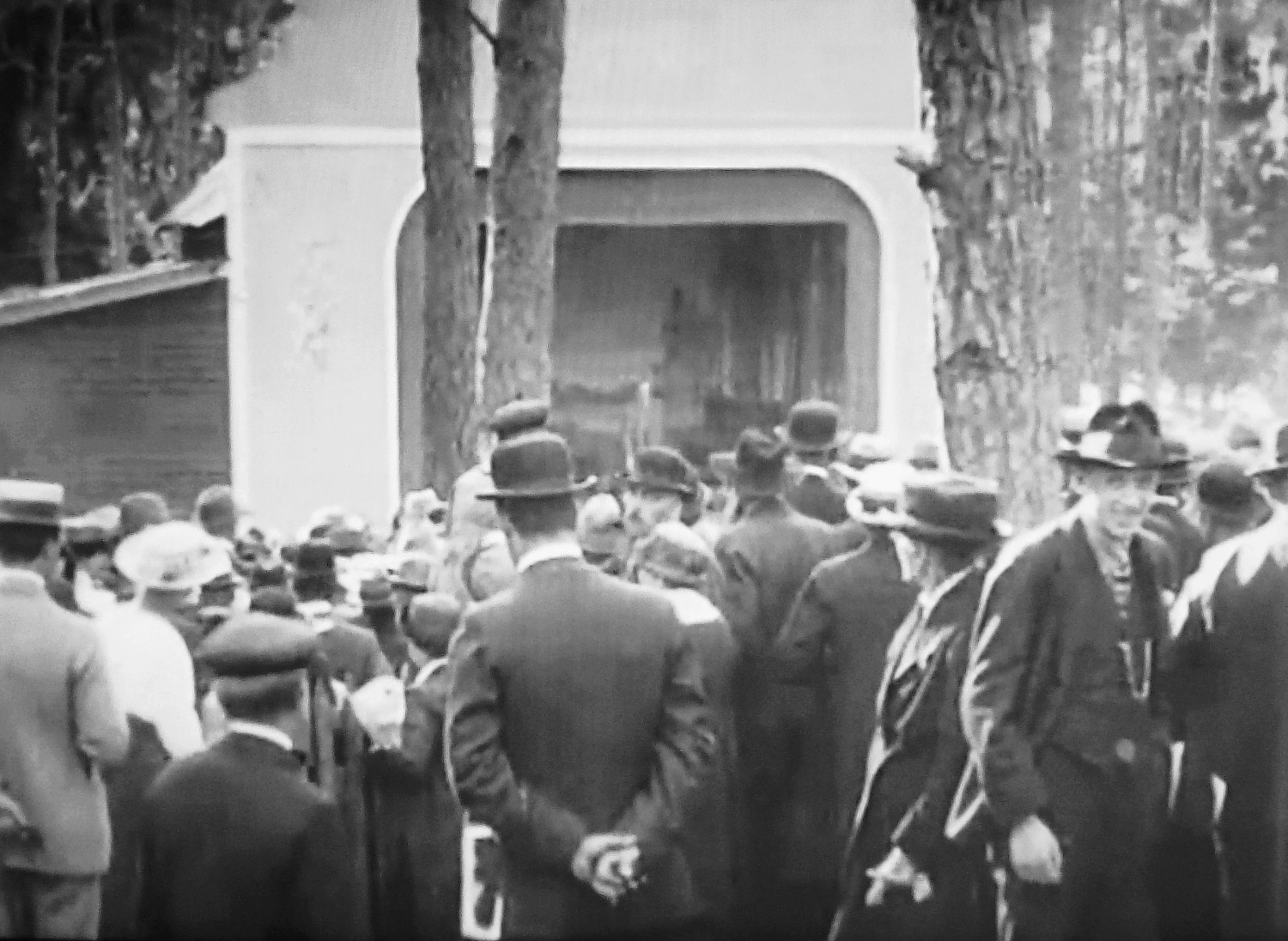
Folkträngsel inför Brantings tal på Södra folkparken 1920.
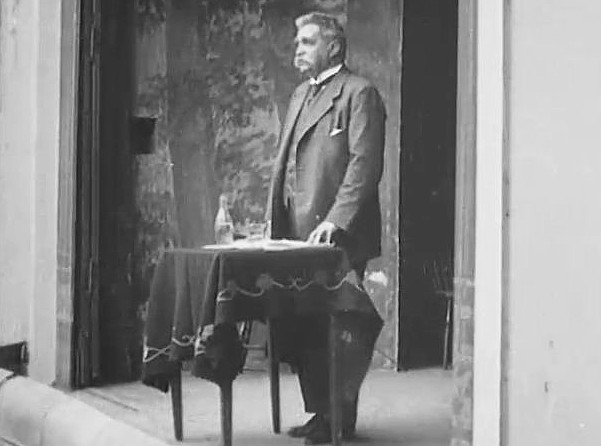
Branting talar i Södra folkparken 1920.
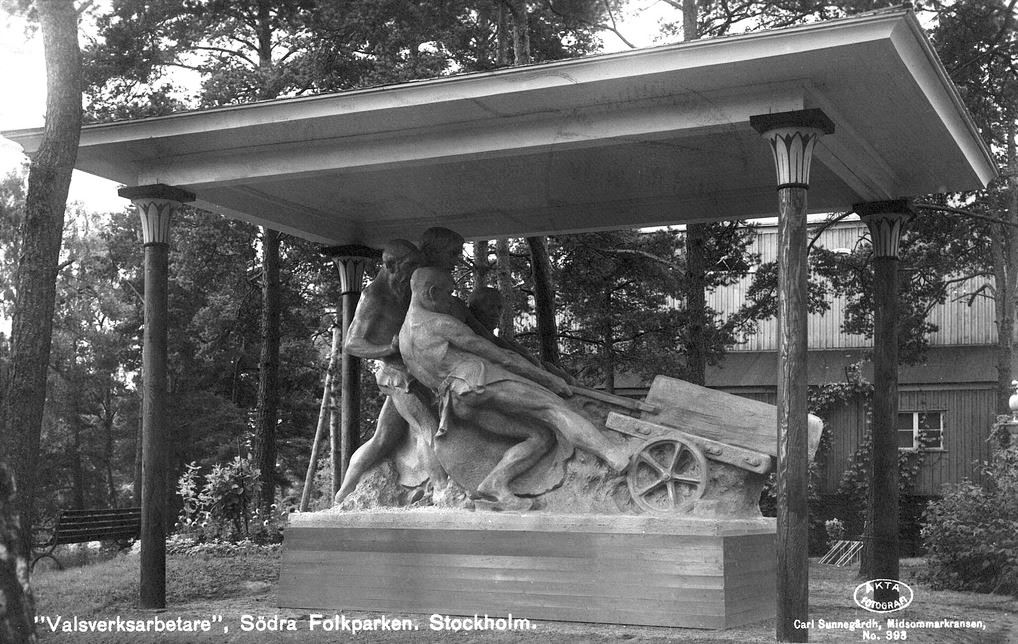
"Valsverksarbetare" blev uppställd i parken 1924.
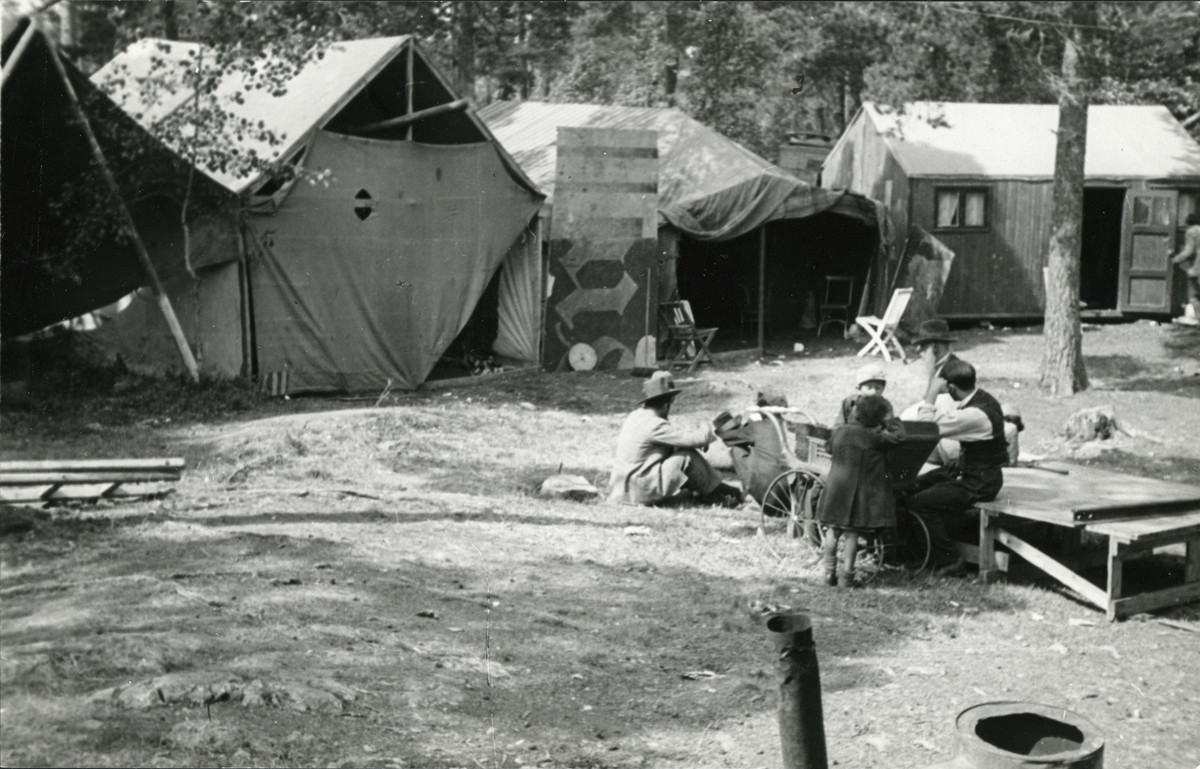
Romer i Södra folkparken
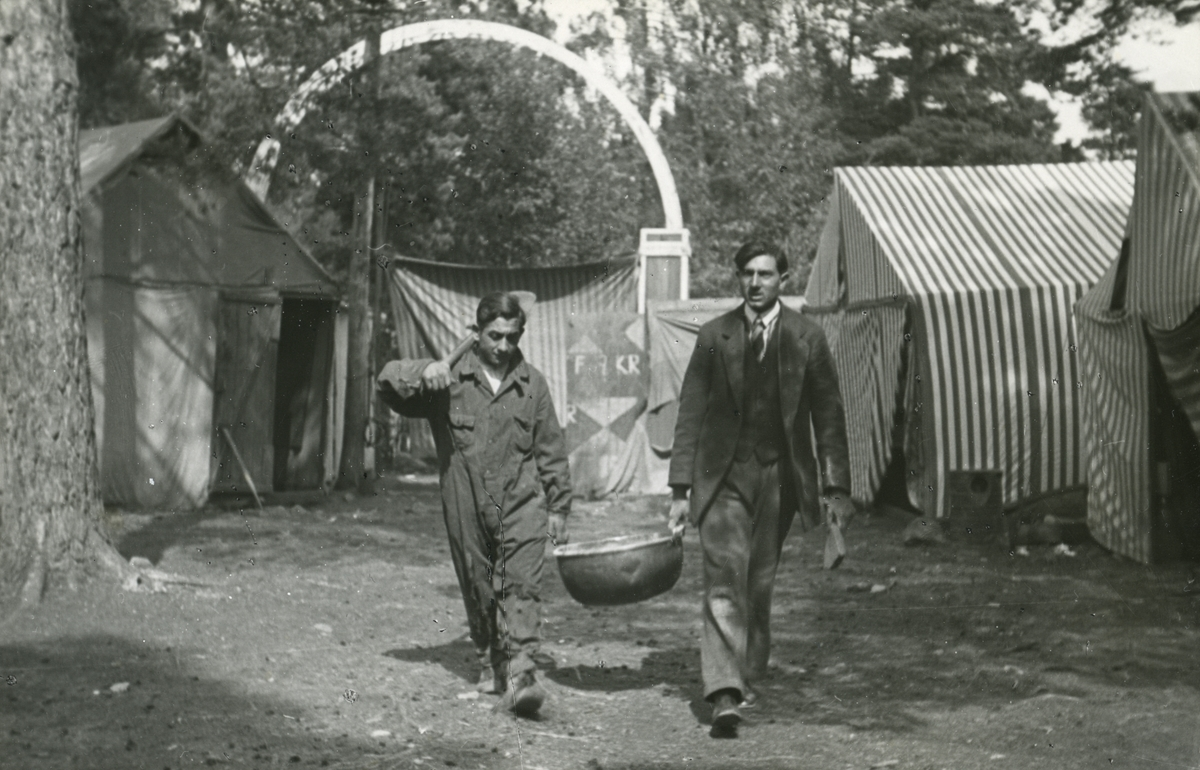
Romer, Södra folkparken/Västberga folkpark, södra Stockholm. Johan Demitri Taikon t h, t v troligen sonen Josef, bärandes på en plåtbalja.
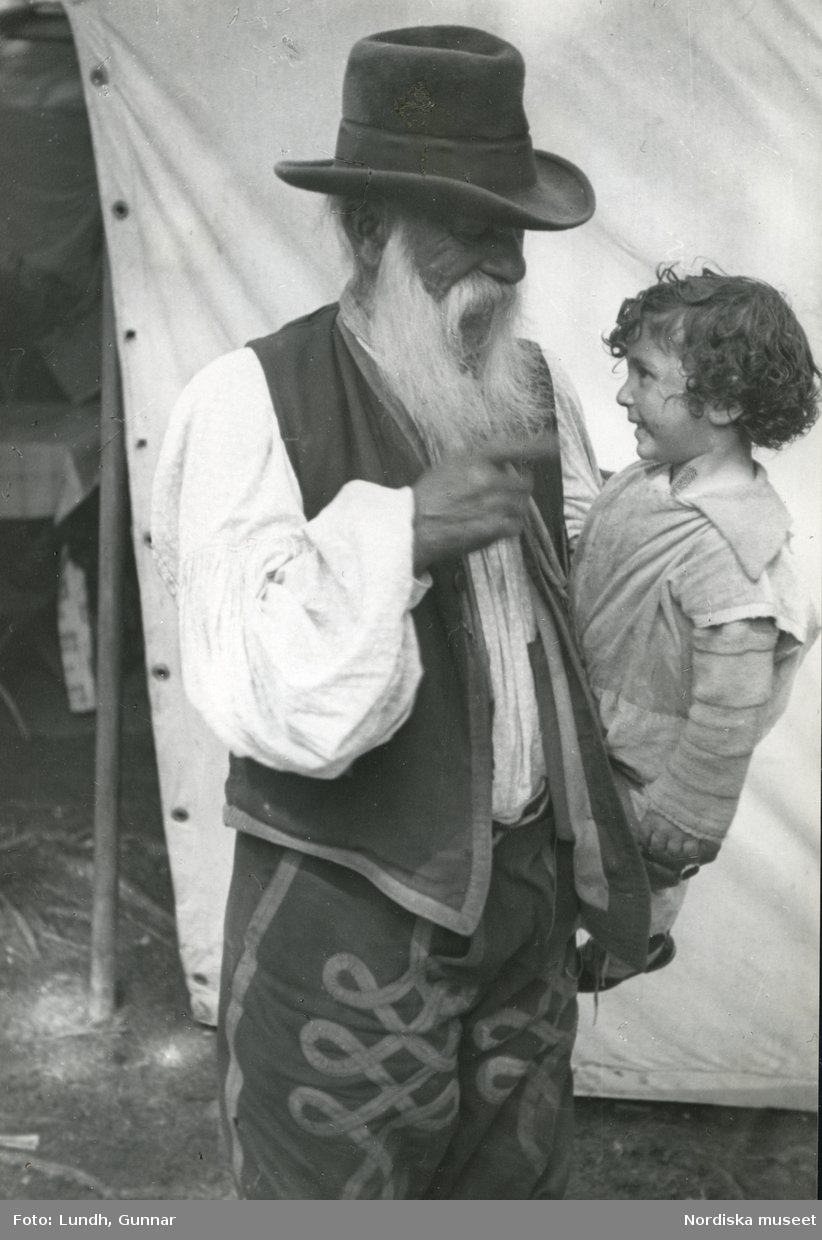
Äldre man med skägg, enligt uppgift Kori Taikon, bär ett litet barn. Tält i bakgrunden. Några av de romer som bodde i Södra folkparken.

## Folkparksområdet

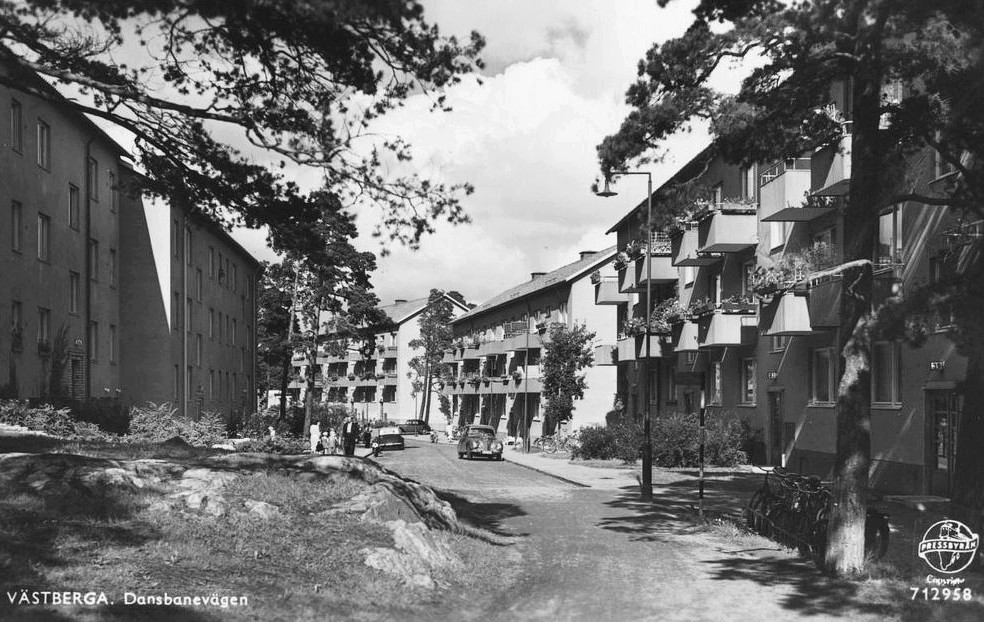
Dansbanevägen på 1950-talet.

Folkparken revs slutligen när området såldes 1944 till Stockholms stad för bostadsbebyggelse. Bakom stadsplanen, som vann laga kraft den 27 september 1945, stod Sven Markelius. Sedan uppfördes trevånings smalhus samt fyra punkthus (mot Södertäljevägen) i fem våningar och med pyramidtak. Husen ritades av Curt Strehlenert och  Thure Bergentz. Byggherrar var AB Familjebostäder och AB Svenska Bostäder och bostadsområdet stod färdig 1946. Svenska Bostäders hus fick putsade fasader medan Familjebostäder byggde hus med fasader av gult murtegel. 
Vid Karusellplan, i bostadsområdets östra del, skapade Markelius en liten torgbildning med bank, restaurang, butiker, gemensamhetslokaler och en biograf. Biografen ritades av Thure Bergentz, den hette "Fyren" och hade 457 platser. En samtida reklam i tidningarna löd "Ideallägenheter i gamla Södra Folkparken". 
Förutom lokalgatornas namn och Folkparksvägen i Solberga påminner även samtliga kvartersbeteckningar om parken, exempelvis Tivolit, Trollkarlen, Lyckohjulet, Kasperteatern, Ormtjusaren, Pilkastningen, Luftbössan  och Radiobilen. Den södra delen av det tidigare skogsområde avsattes till parkmark. Här ligger Elektraparken som har sitt namn efter Elektraverken som från 1917 tillverkade elektriska mätinstrument vid dagens Västberga allé 36. En av folkparkens byggnader finns fortfarande bevarad, det är en liten gul paviljong som fick övertas av Botkyrka Hembygdsgille och pryder deras festplats Trädgårdstorp i Tullinge.

## Folkparksområdet idag

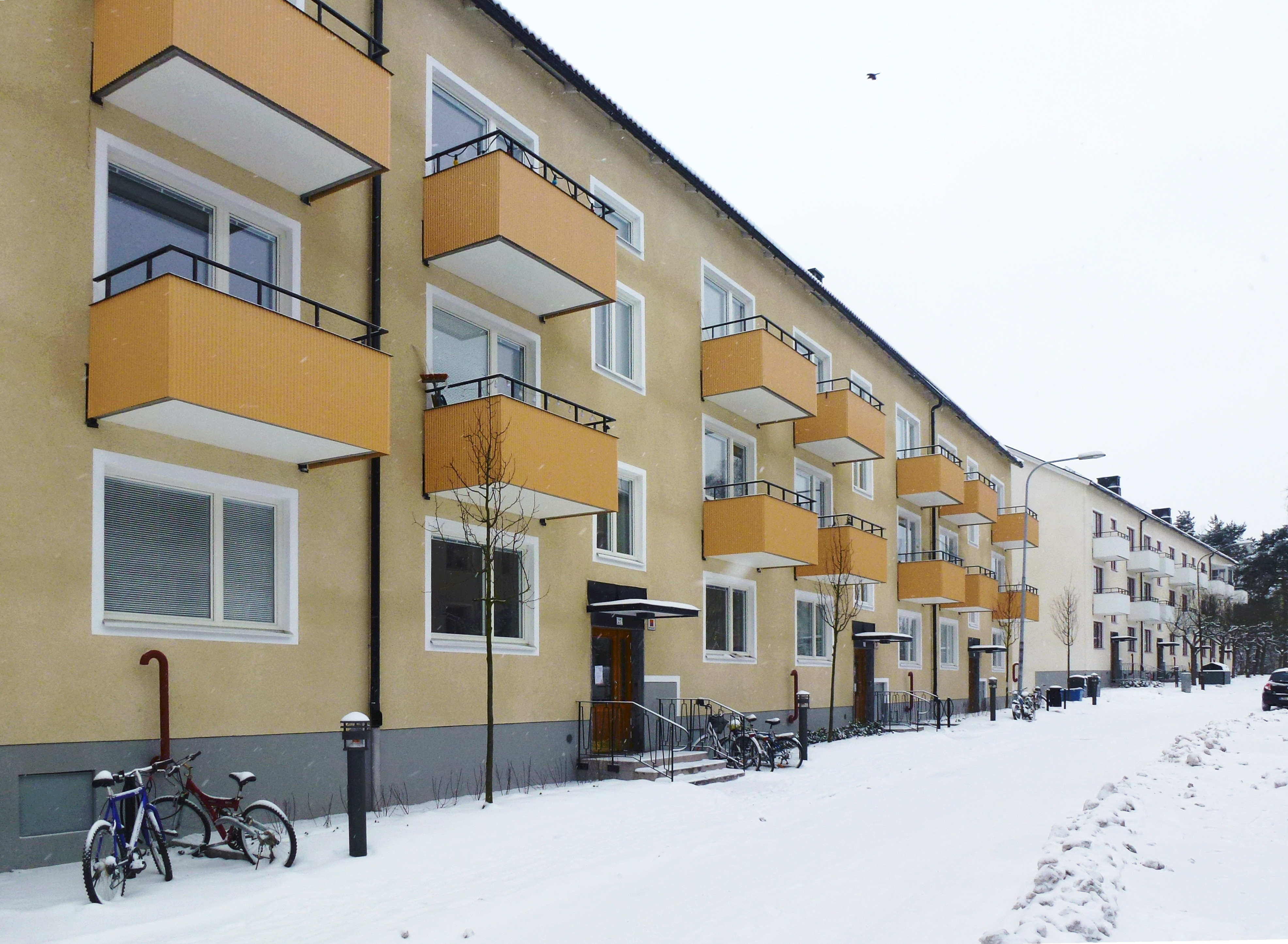
Dansbanevägen
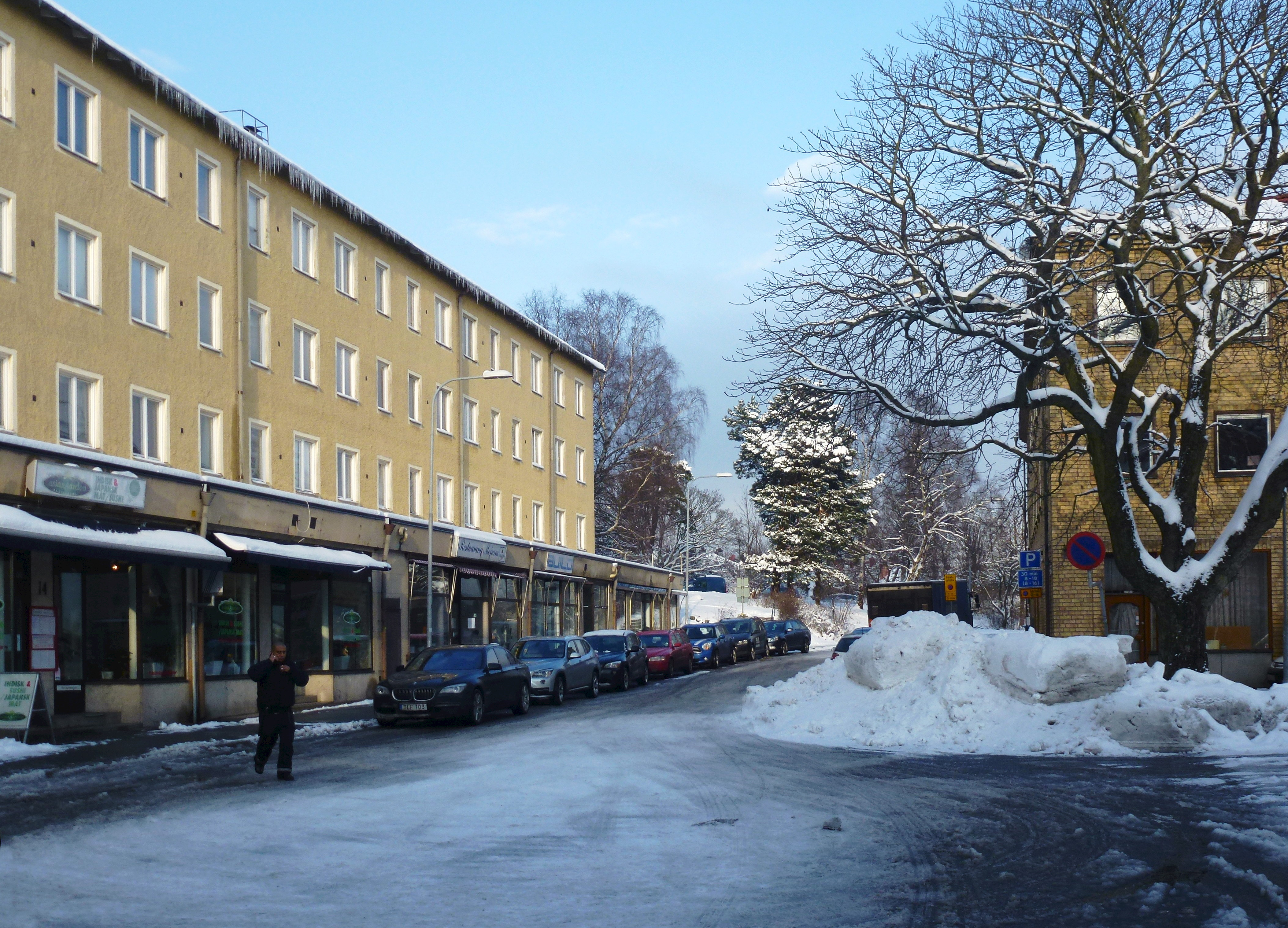
Karusellplan
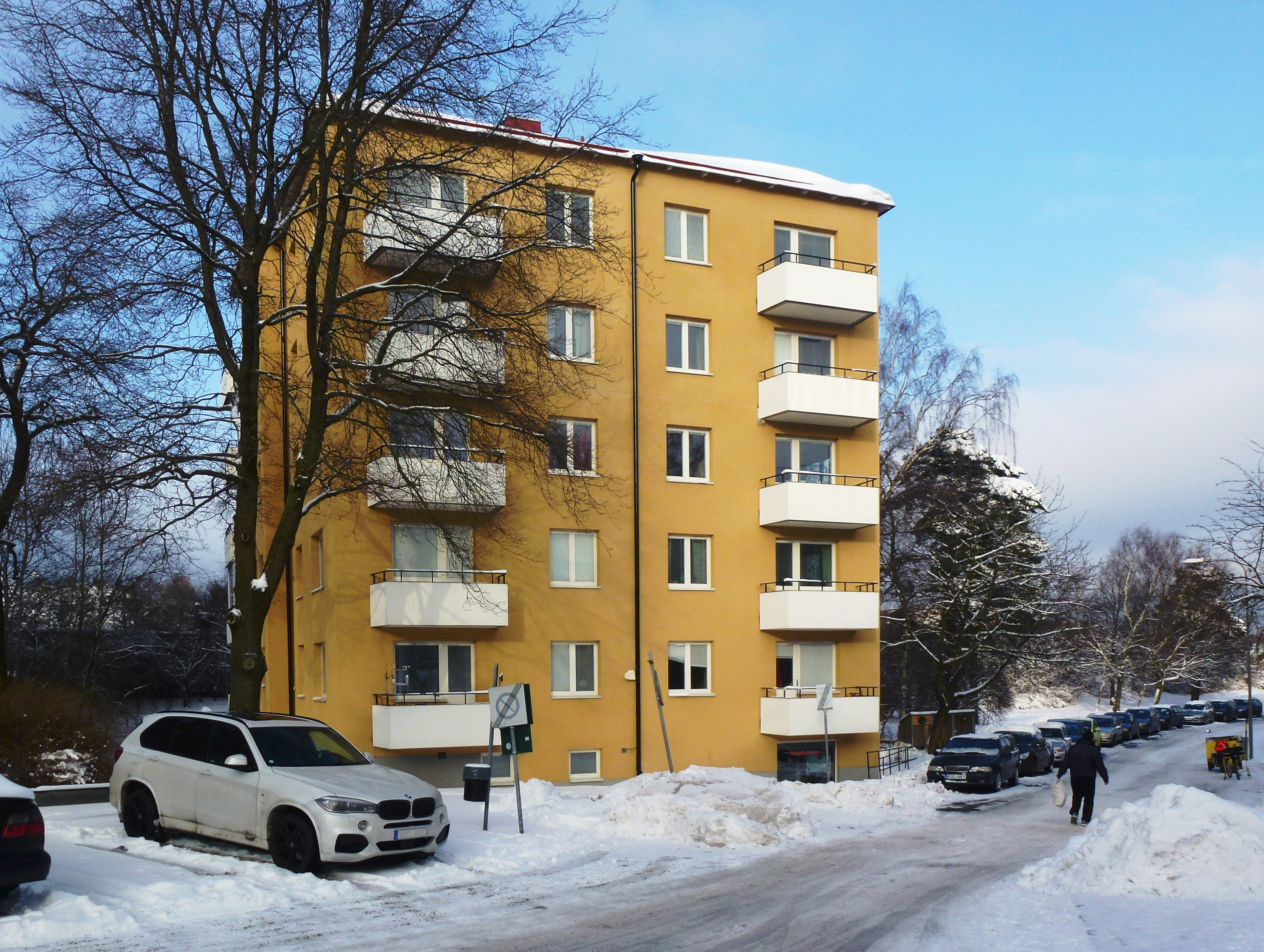
Karusellvägen
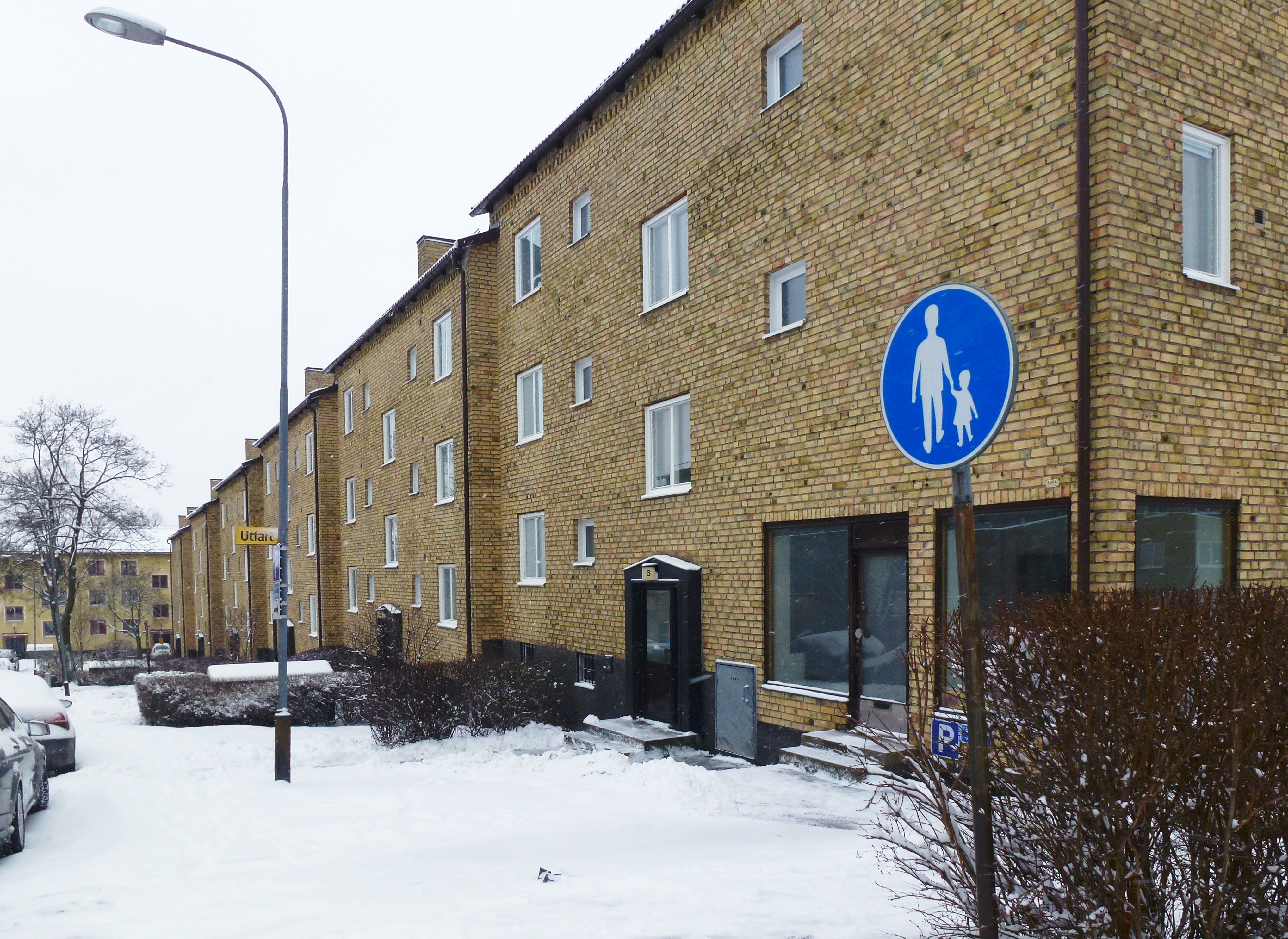
Tivolivägen